# Neuguinea-Beutelmäuse
Als Neuguinea-Beutelmäuse (Murexia) werden zehn Arten von Beutelmäusen aus der Familie der Raubbeutler (Dasyuridae) bezeichnet, die auf Neuguinea vorkommen.

## Allgemeines
Diese Tiere ähneln äußerlich den Spitzmäusen, mit denen sie aber nicht verwandt sind. Ihr Fell ist auf der Oberseite grau oder rötlich-braun und auf der Unterseite weiß gefärbt, der lange Schwanz ist gleichmäßig behaart. Neuguinea-Beutelmäuse erreichen eine Kopfrumpflänge von 8 bis 29 Zentimetern, eine Schwanzlänge von 15 bis 28 Zentimetern und ein Gewicht von 30 bis 400 Gramm, wobei die Männchen deutlich schwerer als die Weibchen werden.
Über die Lebensweise dieser Tiere ist wenig bekannt. Ihr Lebensraum sind Wälder bis in 2000 Metern Seehöhe, wo sie vor allem auf Bäumen leben. Sie sind zumindest teilweise tagaktiv und errichten Nester aus Blättern in den Bäumen. Sie sind wahrscheinlich Fleischfresser, die sich von Insekten und möglicherweise kleinen Wirbeltieren ernähren.

## Arten
Gegenwärtig werden zehn Arten unterschieden:
- Murexia aspera (Thomas, 1913)
- Habbema-Neuguineabeutelmaus (Murexia habbema (Tate & Archbold, 1941)), bewohnt das zentrale Hochland in Neuguinea.
- Langschwanz-Neuguineabeutelmaus (Murexia longicaudata (Schlegel, 1866)) ist die größte und urtümlichste Art der Neuguinea-Beutelmäuse. Sie ist durch ein rötlich-braunes Fell gekennzeichnet und bewohnt große Teile Neuguineas und vorgelagerter Inseln.
- Murexia maxima (G. Stein, 1932), lebt auf der Insel Yapen
- Schwarzschwanz-Neuguineabeutelmaus (Murexia melanura (Thomas, 1899)) ist durch einen schwarzen Schwanz charakterisiert und kommt im zentralen Hochland, im Südosten auch im Tiefland von Neuguinea vor.
- Murexia murex (Thomas, 1913), lebt auf der Huon-Halbinsel
- Langnasen-Neuguineabeutelmaus (Murexia naso (Jentink, 1911)), zeichnet sich durch eine verlängerte Schnauze aus.
- Rothschild-Neuguineabeutelmaus (Murexia rothschildi (Tate, 1938)), ihr auffälligstes Kennzeichen ist ein schwarzer Rückenstreifen. Von dieser Art sind bislang nur 10 Exemplare aus dem östlichen Neuguinea gefunden worden.
- Murexia tafa (Tate & Archbold, 1936), kommt im Owen-Stanley-Gebirge vor.
- Murexia wilhelmina (Tate, 1947)

## Systematik
Einige der Arten wurden bis 1984 in die Gattung der Breitfuß-Beutelmäuse (Antechinus) gestellt, deren übrige Vertreter nur in Australien vorkommen, aber Vergleiche der Morphologie des Phallus zeigten, dass diese Zuordnung nicht aufrechterhalten werden konnte. Molekulargenetischen Untersuchungen des Cytochrom-b, von 12S-rRNA-Genen und von Protamin P1 Sequenzen aller Raubbeutlerartigen führten dazu, dass alle Neuguinea-Beutelmäuse zu einer einzigen Gattung (Murexia) vereinigt wurden, die zusammen mit den Pinselschwanzbeutlern (Phascogale) und Antechinus den Tribus Phascogalini bilden. Eine auf morphologische Untersuchungen basierende und 2002 publizierte Studie kam dagegen zu dem Schluss, dass die Neuguinea-Beutelmäuse Arten weder untereinander, noch mit einer anderen Raubbeutlergruppe besonders nah verwandt sind und alle wurden in eine eigene, monotypische Gattung gestellt. Eine weitere molekulargenetischen Untersuchung aus dem Jahr 2007, bei der je zwei weitere Genloci von mitochondrialer DNA und Zellkern-DNA untersucht wurden, bestätigten aber die Monophylie von Murexia und die Zugehörigkeit zur Tribus Phascogalini in der Familie der Raubbeutler. Diese Auffassung wurde inzwischen von der IUCN übernommen und wird auch in Band 5 des Handbook of the Mammals of the World, einem Standardwerk zur Mammalogie, und weiteren Quellen so dargestellt.